# 스페이스X 크루-1

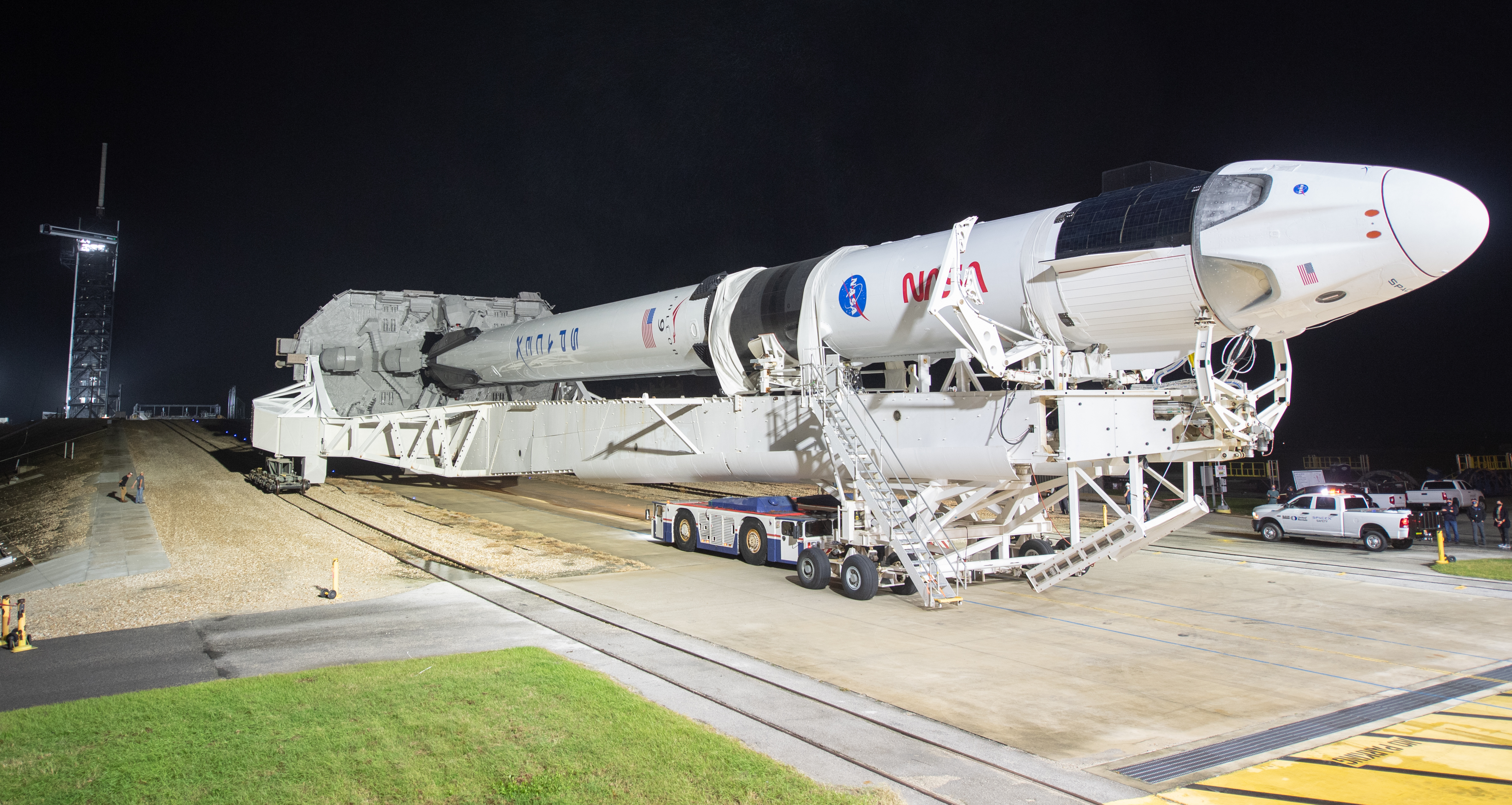
팰컨 9과 크루 드래곤 C207호 리실리언스가 LC-39A를 향해 이동하고 있다.

스페이스X 크루-1(USCV-1 또는 간단하게 크루-1으로 불리기도 한다)은 크루 드래곤로 진행되었던 첫 실전임무이다.

## 역사
케네디 우주 센터 발사구역 39A에서 2020년 11월 16일 00시 27분 17초(UTC)에 팰컨 9 로켓에 실려 발사된 크루 드래곤 C207리실리언스 호는 NASA 우주인 소속 마이클 홉킨스, 빅터 글로버, 섀넌 워커와 JAXA 우주인 소속 소이치 노구치, 총 4명을 64기 국제 우주 정거장 원정대(Expedition 64)의 승무원으로서 데려갔다. 이 임무는 크루 드래곤 발사체의 두번째 유인 궤도 비행 임무이다.
크루-1은 스페이스X가 NASA와 채결한 상업 승무원 프로그램 계약(Commercial Crew Program, CCP) 아래 실제로 운용되는 국제 우주 정거장으로의 첫 상업 승무원 임무이다. 계약 체결 당시 2012년, NASA측에 의해 'USCV-1"으로 명명되었던 이 임무는 최초 예정일 2016년 11월에서부터 지속적으로 연기되었다. 이 미션은 180일간 지속될 것으로 기대되었으나, 최종적으로 167일간의 임무수행후 2021년 5월 2일 해상 착륙했다. 맥시코만에 착륙한 캡슐을 스페이스X의 구명정인 GO navigator가 최종적으로 회수했다.
소유즈-MS 발사체가 이 미션의 백업 발사체로서 대기중이었다.

## 배경
상업 승무원 프로그램(CCP)의 첫 실제 운용 임무이며, 2012년 11월 계약 체결 당시에는 NASA에 의해 "USCV-1"이라고 명명되었고 발사 일정은 2016년 11월로 정해졌다. 2013년 4월 초, NASA는 스페이스X와 타협 끝에 이 미션이 1년간 지연되어 2017년 11월에 발사될 것이라고 발표했다. 2020년 6월, 미션은 2020년 9월 후반 또는 8월 중순으로 예상되었으나, 스페이스X의 공식 발표를 통해 발사 일자는 2020년 10월 23일로 정해졌었다. 그러나 2020년 9월 말, 연기 결정이 내려져 2020년 10월 31일 발사가 정해졌으나 또 다시 멀린 1D 엔진의 결함과 추가적인 오류 발견으로 인해 발사가 연기되면서 발사일은 2020년 11월 중순으로 미루어졌다.
9월 29일, 우주인 마이클 홉킨스가 NASA 기자회견 도중 캡슐의 이름을 공개했다. 공개된 명칭은 '리실리언스' (Resilience)이며 탄성, 유연성, 회복 등의 의미를 지니고 있다.

## 승무원
우주인 마이클 S. 홉킨스와 빅터 J. 글로버의 합류 소식은 2018년 8월 3일 발표되었고, 우주인 소이치 노구치와 섀넌 워커는 2020년 3월 1일 합류하였다.
코로나 19 팬데믹에 의해 엑스퍼디션 구성 승무원과 백업 승무원 모두 탑승이 불가할 것을 우려해 러시아 우주국 측에서 2명의 리저브 승무원을 추가했으나 NASA는 논의 끝에 추가하지 않는 것으로 결정했다.
스페이스X 크루-1의 임무 시한이 2021년 6월 말까지 연장되면서 해당 승무원들이 엑스퍼디션 64에서 엑스퍼디션 65로 환승하는 것이 결정되었다.

### 국제 우주 정거장(ISS) 엑스퍼디션 64(Expedition 64) 승무원

#### 스페이스X 크루-1 (2020년 10월 17일~2021년 6월, 발사 대기중)

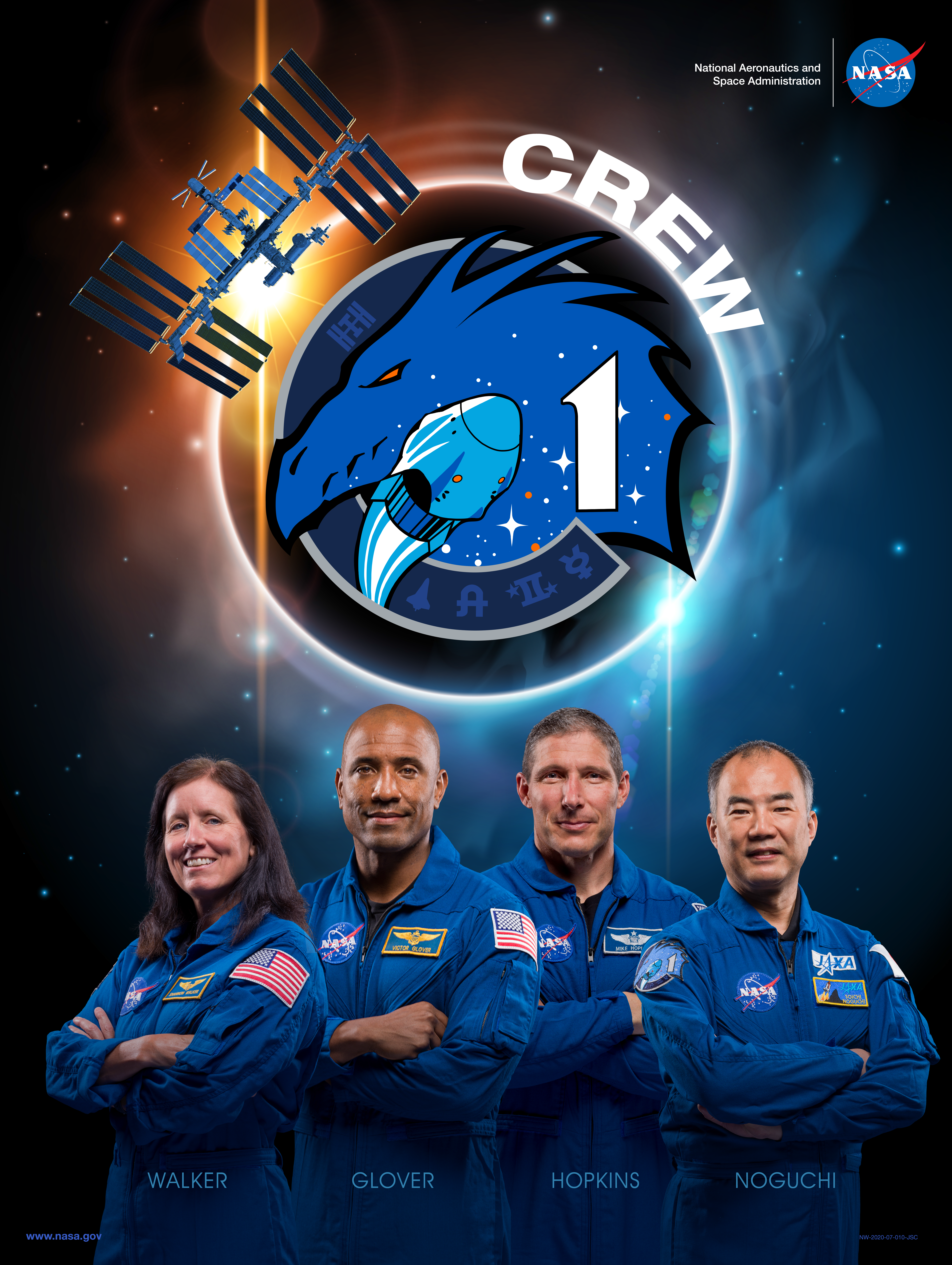
스페이스X 크루-1 승무원. 왼쪽부터 섀넌 워커, 빅터 J 글로버, 마이클 S 홉킨스, 소이치 노구치.

| 우주선 내 포지션    | 64기 원정대     | 65기 원정대     | 국적, 소속 | 임무 원정대, 비행 횟수 | 우주인                                    |
| ------------------- | --------------- | --------------- | ---------- | ---------------------- | ----------------------------------------- |
| 우주선 사령관       | 비행 엔지니어 3 | 사령관          | 미국, NASA | 64~65기 원정대, 2회    | 마이클 S. 홉킨스 (Michael Scott Hopkins)  |
| 파일럿              | 비행 엔지니어 4 | 비행 엔지니어 1 | 미국, NASA | 64~65기 원정대, 1회    | 빅터 J. 글로버 (Victor Jerome Glover)     |
| 미션 스페셜리스트 1 | 비행 엔지니어 5 | 비행 엔지니어 2 | 일본, JAXA | 64~65기 원정대, 3회    | 소이치 노구치 (野口 聡一, Soichi Noguchi) |
| 미션 스페셜리스트 2 | 비행 엔지니어 6 | 비행 엔지니어 3 | 미국, NASA | 64~65기 원정대, 2회    | 섀넌 워커 (Shannon Walker)                |

#### 소유즈 MS-17 (2020년 10월 14일~2021년 4월 9일, 예정)
| 우주선 내 포지션 | 63기 원정대     | 64기 원정대     | 국적, 소속  | 임무 원정대, 비행 횟수 | 우주인                                                            |
| ---------------- | --------------- | --------------- | ----------- | ---------------------- | ----------------------------------------------------------------- |
| 사령관           | 비행 엔지니어 3 | 사령관          | 러시아, RSA | 63~64기 원정대, 2회    | 세르게이 N. 리치코브 (Sergey Nikolayevich Ryzhikov)               |
| 비행 엔지니어 1  | 비행 엔지니어 4 | 비행 엔지니어 1 | 미국, NASA  | 63~64기 원정대, 2회    | 케이틀린 H. 루빈스 (Kathleen Hallisey Rubbins)                    |
| 비행 엔지니어 2  | 비행 엔지니어 5 | 비행 엔지니어 2 | 러시아, RSA | 63~64기 원정대, 1회    | 세르게이 V. 쿠드-스베르치코브 (Sergey Vladimirvich Kud-Sverchkov) |

### 백업 승무원
| 백업 임무        | 우주선 내 포지션 | 국적, 소속  | 비고      | 우주인                                         |
| ---------------- | ---------------- | ----------- | --------- | ---------------------------------------------- |
| 스페이스X 크루-1 | 우주선 사령관    | 미국, NASA  | 백업 대기 | 키옐 N. 린드그린 (Kjell Norwood Lindgren)      |
| 소유즈 MS-17     | 사령관           | 러시아, RSA | 백업 대기 | 올레크 V. 노비스키 (Oleg Victorovich Novitsky) |
| 소유즈 MS-17     | 비행 엔지니어 1  | 러시아, RSA | 백업 대기 | 표도르 V. 두브로브 (Ptotr Valerievich Dubrov)  |
| 소유즈 MS-17     | 비행 엔지니어 2  | 미국, NASA  | 백업 대기 | 마크 T. 반데 헤이 (Mark Thomas Vande Hei)      |

### 리저브 승무원 (코로나 19 팬데믹대비)
| 백업 임무    | 우주선 내 포지션 | 국적, 소속  | 비고        | 우주인                                             |
| ------------ | ---------------- | ----------- | ----------- | -------------------------------------------------- |
| 소유즈 MS-17 | 사령관           | 러시아, RSA | 리저브 대기 | 안톤 N. 스카플레로프 (Anton Nicolaevich Shkalerov) |
| 소유즈 MS-17 | 비행 엔지니어 1  | 러시아, RSA | 리저브 대기 | 안드레이 N. 밥킨 (Andrei Nicolaevich Babkin)       |

## 임무
2020년 11월 15일, 발사 최종 준비과정이 완료되었다. 리실리언스호의 해치는 22시 32분경 (UTC)에 체결되었으나 내부 기압 이상의 발견 후 재개방되었다. 해치 마감부에 끼여있던 미확인 물체가 원인으로 지목되었다. 이후 해치가 다시 체결되었으며 카운트다운이 재개되었다. 추후 다른 문제는 발견되지 않았으며 2020년 11월 16일 09시 27분 17초 (KST)에 성공적으로 발사하였다. 해당 임무에 사용된 팰컨 9의 1단 발사체인 일련번호 B1061.1은 해상 드론쉽 'Just Read the Instructions (JRTI)'에 성공적으로 착륙하였다. 9분 이후 발사체는 안정 궤도에 들어섰다. 우주인들은 이번 임무의 무중력 확인 요소로서 만달로리안의 "더 차일드" 장난감을 선택했다. 대원들은 둘째날 아침 필 콜린스의 "In the Air Tonight"을 들으며 기상했다.
리실리언스호는 하모니 모듈에 위치한 국제 도킹 어댑터(IDA)에 2020년 11월 17일 04시 01분경 (UTC) 성공적으로 결합하였다. 임무 기간동안 4명의 대원들은 소유즈 MS-17 미션의 대원 3명과 함께 생활하며 국제우주정거장 64기 원정대의 임무를 두차례 합동 수행했다. 기존의 국제우주정거장 승무원 교환 주기에 따라, 2021년 4월 27일 소유즈 MS-17의 분리 이후 65기 원정대로 환승하였다.
2020년 4월 5일, 크루-1 대원들은 리실리언스호의 위치를 하모니 모듈의 전방 어댑터에서 제니스 어댑터로 이동시켰다. 드래곤 발사체의 트렁크 측면에 위치한 드라코 추진기를 사용하였으며 2021년 4월 23일 발사된 스페이스X 크루-2 발사체의 도킹 진입로 확보를 위한 임무였다.

### 임무 기록
| MET       | 시간        | 시간     | 날짜 (UTC)       | 사건                                                                            |
| MET       | EST         | UTC      | 날짜 (UTC)       | 사건                                                                            |
| --------- | ----------- | -------- | ---------------- | ------------------------------------------------------------------------------- |
| −7:40:00  | 11:47:15 AM | 16:47:15 | 2020년 11월 15일 | 승무원 기상                                                                     |
| −05:30:00 | 1:57:15 PM  | 18:57:15 | 2020년 11월 15일 | 발사 준비사항 보고                                                              |
| −05:00:00 | 2:27:15 PM  | 19:27:15 | 2020년 11월 15일 | 콘솔에 발사권한 양도                                                            |
| −04:59:59 | 2:27:16 PM  | 19:27:16 | 2020년 11월 15일 | 드래곤 IMU 정렬 및 발사 구성                                                    |
| −04:30:00 | 2:57:15 PM  | 19:57:15 | 2020년 11월 15일 | 드래곤 추진제 가압                                                              |
| −04:15:00 | 3:12:15 PM  | 20:12:15 | 2020년 11월 15일 | 기상 상태 보고                                                                  |
| −04:05:00 | 3:22:15 PM  | 20:22:15 | 2020년 11월 15일 | 승무원 핸드오프                                                                 |
| −04:00:00 | 3:27:15 PM  | 20:27:15 | 2020년 11월 15일 | 슈트 착용 및 점검                                                               |
| −03:22:00 | 4:05:15 PM  | 21:05:15 | 2020년 11월 15일 | 닐 암스트롱 정비 점검 구역에서 이동                                             |
| −03:15:00 | 4:12:15 PM  | 21:12:15 | 2020년 11월 15일 | 제 39A 발사단지로 이동 (LC-39A)                                                 |
| −02:55:00 | 4:32:15 PM  | 21:32:15 | 2020년 11월 15일 | 승무원들이 발사대에 도착함                                                      |
| −02:35:00 | 4:52:15 PM  | 21:52:15 | 2020년 11월 15일 | 승무원 탑승                                                                     |
| −02:20:00 | 5:07:15 PM  | 22:07:15 | 2020년 11월 15일 | 통신 점검                                                                       |
| −02:15:00 | 5:12:15 PM  | 22:12:15 | 2020년 11월 15일 | 좌석 회전 점검                                                                  |
| −02:14:00 | 5:13:15 PM  | 22:13:15 | 2020년 11월 15일 | 슈트 누수 점검                                                                  |
| −01:55:00 | 5:32:15 PM  | 22:32:15 | 2020년 11월 15일 | 해치 체결                                                                       |
| −01:10:00 | 6:17:15 PM  | 23:17:15 | 2020년 11월 15일 | ISS 상황 업로드                                                                 |
| −00:45:00 | 6:42:15 PM  | 23:42:15 | 2020년 11월 15일 | 스페이스X 발사 감독관이 발사체로의 연료주입을 승인                              |
| −00:42:00 | 6:45:15 PM  | 23:45:15 | 2020년 11월 15일 | 승무원 탑승 통로 분리                                                           |
| −00:37:00 | 6:49:15 PM  | 23:49:15 | 2020년 11월 15일 | 드래곤 발사 탈출 시스템 준비됨                                                  |
| −00:35:00 | 6:52:15 PM  | 23:52:15 | 2020년 11월 15일 | RP-1 주입 시작; 1단 발사체 LOX 주입 시작                                        |
| −00:16:00 | 7:11:15 PM  | 00:11:15 | 2020년 11월 16일 | 2단 발사체 LOX 주입 시작                                                        |
| −00:07:00 | 7:20:15 PM  | 00:20:15 | 2020년 11월 16일 | 팰컨 9 엔진 냉각절차 시작                                                       |
| −00:05:00 | 7:22:15 PM  | 00:22:15 | 2020년 11월 16일 | 드래곤의 내부동력 전환                                                          |
| −00:01:00 | 7:26:15 PM  | 00:26:15 | 2020년 11월 16일 | 발사 감독 컴퓨터가 최종 점검을 시작함; 비행상태 압력으로의 추진체 가압이 시작됨 |
| −00:00:45 | 7:26:30 PM  | 00:26:30 | 2020년 11월 16일 | 스페이스X 발사 감독관이 발사를 승인                                             |
| −00:00:03 | 7:27:12 PM  | 00:27:12 | 2020년 11월 16일 | 엔진 컨트롤러가 엔진 연소절차 시작을 지시함                                     |
| +00:00:00 | 7:27:17 PM  | 00:27:17 | 2020년 11월 16일 | 이륙                                                                            |
| +00:00:58 | 7:28:15 PM  | 00:28:15 | 2020년 11월 16일 | Max Q (발사체에 최고 강도의 기계적 압력이 가해지는 지점)                        |
| +00:02:37 | 7:29:54 PM  | 00:29:54 | 2020년 11월 16일 | 1단 발사체 주엔진 차단 (MECO)                                                   |
| +00:02:40 | 7:29:57 PM  | 00:29:57 | 2020년 11월 16일 | 1단, 2단 발사체 분리                                                            |
| +00:02:48 | 7:30:05 PM  | 00:30:05 | 2020년 11월 16일 | 2단 발사체 연소 시작                                                            |
| +00:07:29 | 7:34:46 PM  | 00:34:46 | 2020년 11월 16일 | 1단 발사체 재진입 연소                                                          |
| +00:08:50 | 7:36:07 PM  | 00:36:07 | 2020년 11월 16일 | 2단 발사체 엔진 차단 (SECO-1)                                                   |
| +00:08:59 | 7:36:16 PM  | 00:36:16 | 2020년 11월 16일 | 1단 발사체 착륙 연소                                                            |
| +00:09:29 | 7:36:46 PM  | 00:36:46 | 2020년 11월 16일 | 1단 발사체 착륙                                                                 |
| +00:12:03 | 7:39:20 PM  | 00:39:20 | 2020년 11월 16일 | 2단 발사체와 크루 드래곤 분리                                                   |
| +00:12:48 | 7:40:05 PM  | 00:40:05 | 2020년 11월 16일 | 드래곤 노즈콘 개방 절차                                                         |
| +1/       | 9:22 PM     | 02:22    | 2020년 11월 17일 | 드래곤이 ISS 접근의 최종 절차를 이행                                            |
| +1/03:33  | 11:01 PM    | 04:01    | 2020년 11월 17일 | 드래곤이 ISS에 소프트 캐치됨                                                    |
| +1/03:33  | 11:01 PM    | 04:01    | 2020년 11월 17일 | 드래곤이 ISS에 도킹함                                                           |
| +1/05:34  | 1:02 AM     | 6:02     | 2020년 11월 17일 | 해치 개방                                                                       |
| +167      | 8:35 PM     | 01:35    | 2021년 5월 1일   | ISS로부터의 도킹 해제                                                           |
| +167      | 2:56 AM     | 7:56     | 2020년 5월 2일   | 맥시코만으로 착륙 및 구조                                                       |

## 대비
미 항공 우주국과 러시아 연방 우주국은 크루 드래곤의 발사 실패를 대비하여 소유즈 발사체를 대안으로 마련했다. 크루-1 미션을 위한 팰컨 9 (일련번호 B1061)은 2020년 7월 14일 케이프 캐너버럴 공군기지의 격납고에 도착했다. 2020년 8월 18일, 크루 드래곤 C207 리실리언스호가 폴로리다의 스페이스X 연구단지에 도착했다.

## 같이 보기
- 드래곤 2호
- 보잉 CST-100 스타라이너
- 크루 드래곤 데모-2
- 스페이스X
- 팰컨 9